# Vauban, Freiburg

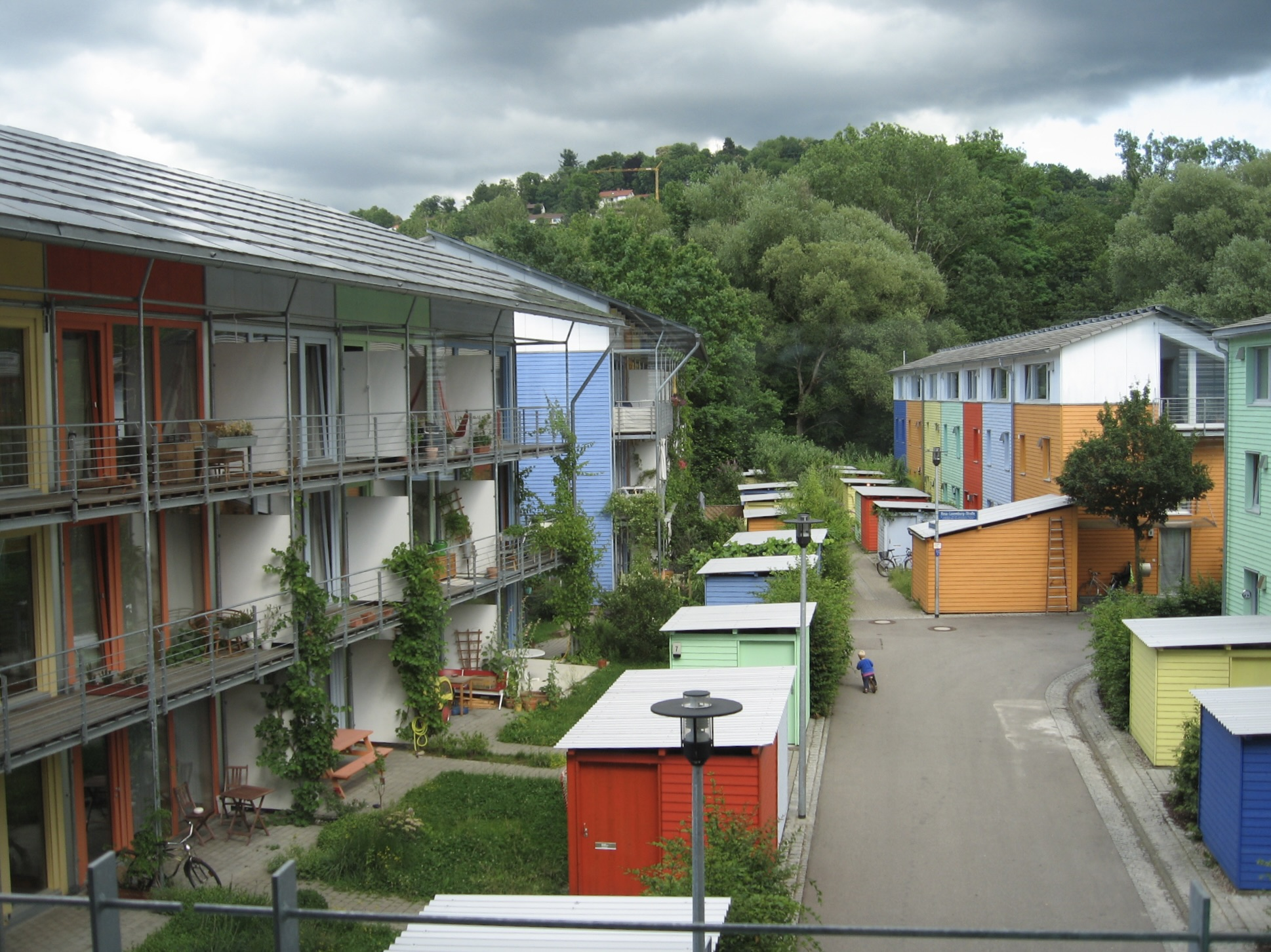
Um esquema de cores distinto resulta em um bairro variada.

Vauban é um novo bairro planejado para 5 mil habitantes e 600 empregos, a 4 km ao sul do centro da cidade de Freiburg, na Alemanha. Foi construído como um "modelo de distrito sustentável" no terreno de uma anterior base militar francesa nomeada em homenagem a Sébastien Le Prestre de Vauban, o marechal francês do século XVII que construiu fortificações em Freiburg enquanto a região esteve sob domínio da França. A construção iniciou-se no meio dos anos 1990.

## Construção sustentável

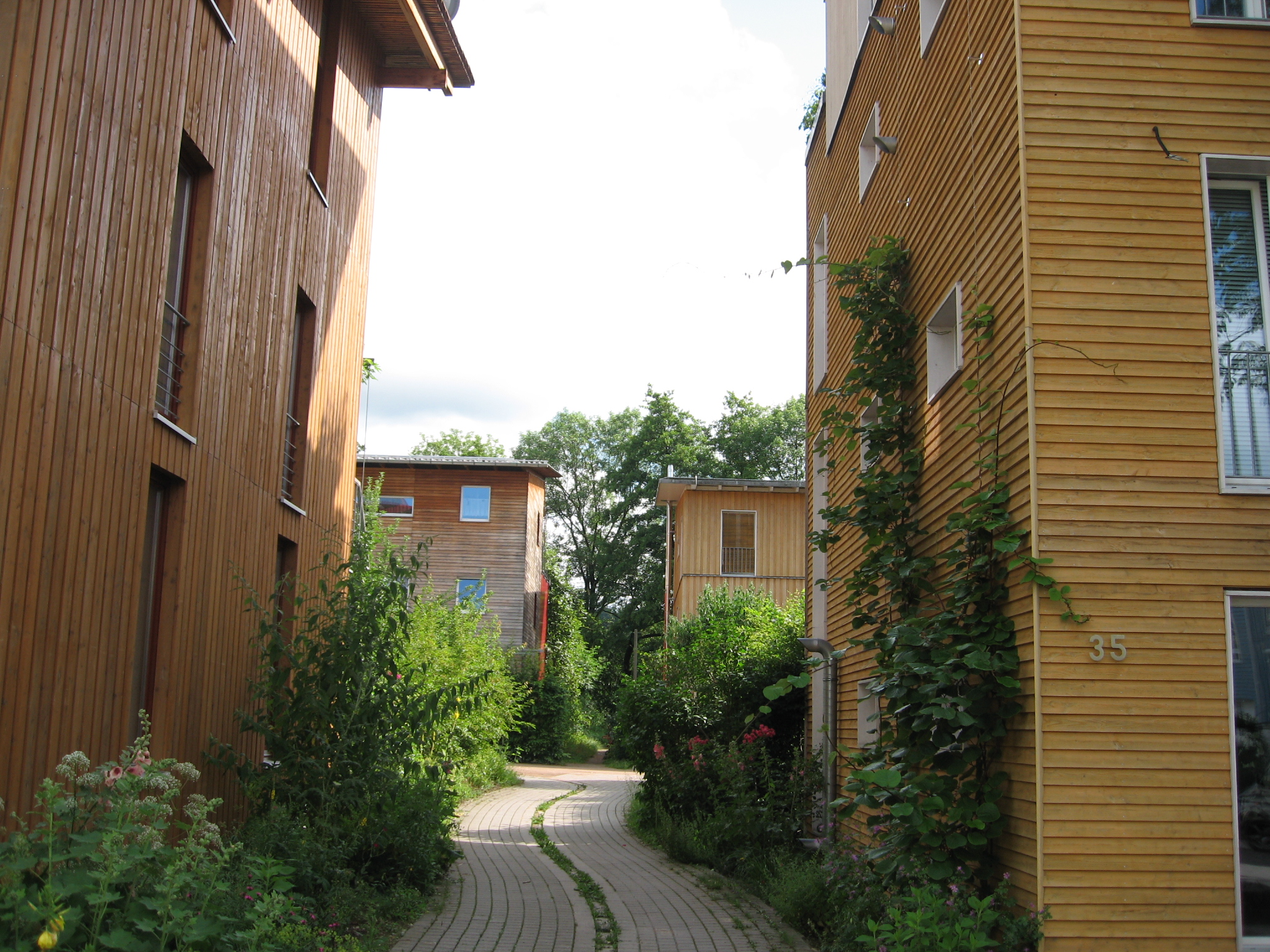
Painéis de madeira em algumas fachadas.

Todas as casas são construídas para um padrão de baixo consumo energético, com 100 unidades desenhadas para o padrão Passivhaus ultra-low energy building. Outras construções são aquecidas por uma estação combinada de calor e força que queima aparas de madeira, enquanto muitas das outras construções possuem aquecedores solares ou células fotovoltaicas.
Talvez o melhor exemplo de construção sustentável é o Solar Settlement em Vauban, uma comunidade de 59 casas PlusEnergy. É a primeira comunidade de casas no mundo em que todas as casas produzem um balanço energético positivo. A sobra da energia solar é então vendida de volta à rede citadina, para um lucro em cada casa.